# Aleksandr Golovin (calciatore)
Aleksandr Sergeevič Golovin (in russo Александр Сергеевич Головин?, traslitterazione anglosassone: Aleksandr Sergeevich Golovin; Kaltan, 30 maggio 1996) è un calciatore russo, centrocampista del Monaco e della nazionale russa.

## Caratteristiche tecniche
Centrocampista molto duttile tatticamente, il cui ruolo naturale è quello di centrale, ma che si adatta facilmente anche nel ruolo di ala sinistra; tuttavia può ricoprire anche il ruolo di trequartista. Molto veloce e dotato tecnicamente è in possesso di un ottimo dribbling, possiede inoltre un potente tiro dalla distanza, dimostrando grande abilità nel passaggio.

## Carriera

### Club
Dopo aver giocato nelle giovanili del Metallurg Novokuzneck, passa al CSKA Mosca, dove rimane nelle giovanili fino al 2015. Esordisce in prima squadra il 24 settembre 2014, nel 2º turno di Coppa di Russia contro il Khimik Dzerzhinsk, giocando gli ultimi due minuti. L'esordio in campionato arriva il 14 marzo 2015 contro il Mordovija, subentrando al 72' a Bibras Natkho. Nella stagione 2015-2016 gioca anche la sua prima in Champions League, il 3 novembre dello stesso anno, contro il Manchester Utd, entrando al 76º minuto al posto di Zoran Tošić. Il 9 aprile 2016 segna il primo gol in campionato, contro il Mordovija, in una vittoria per 7-1. Segna una doppietta in Coppa di Russia il 20 aprile successivo, nella semifinale contro il Krasnodar. Con il CSKA vince la Supercoppa 2015 e il campionato 2015-2016.
Il 27 luglio 2018 passa a titolo definitivo al Monaco con il quale firma un contratto di cinque anni.

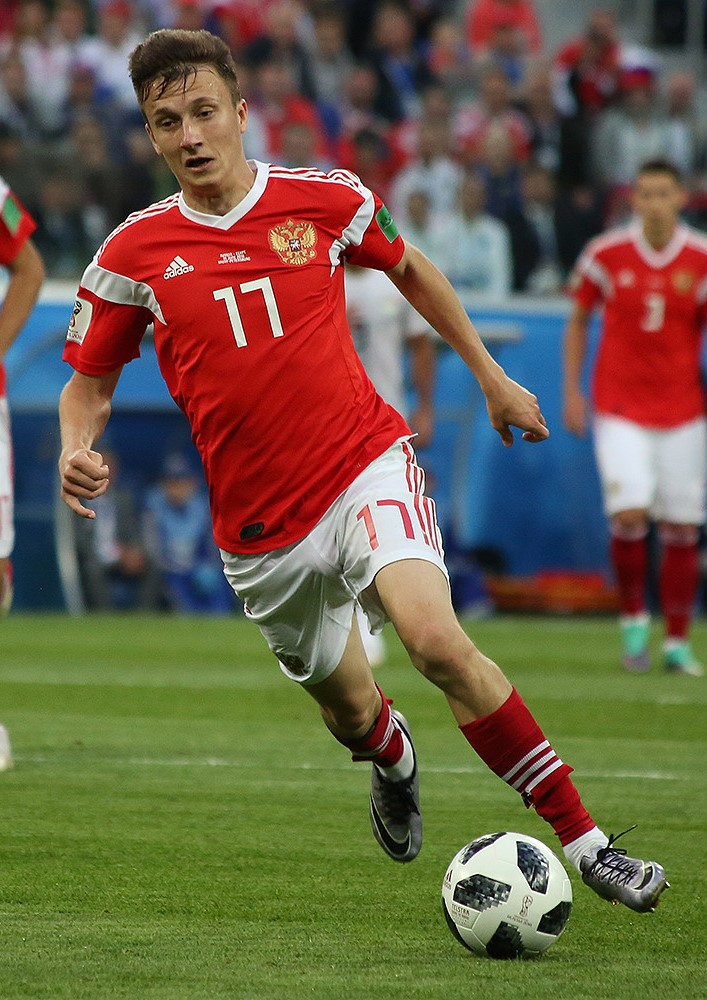
Golovin in azione con la Russia ai Mondiali 2018.

### Nazionale
Con la selezione Under-17 vince gli Europei 2013 in Slovacchia e partecipa al Mondiale dello stesso anno. Con l'Under-19 gioca gli Europei 2015, arrivando secondo. Ha fatto parte anche delle selezioni Under-18 e Under-21. Esordisce in nazionale maggiore il 7 maggio 2015 contro la Bielorussia in amichevole, entrando al 62º minuto al posto di Roman Širokov e segnando il secondo gol della partita, vinta per 4-2.
Viene convocato per gli Europei 2016 in Francia, così come per i mondiali casalinghi del 2018.
Esordisce da titolare nella partita inaugurale del Mondiale di Russia, nel match contro l'Arabia Saudita, fornendo gli assist per i gol di Gazinskij e Dzjuba, e siglando su punizione il gol del definitivo 5-0.

## Statistiche

### Presenze nei club
Statistiche aggiornate al 27 dicembre 2024.
| Stagione          | Squadra           | Campionato      | Campionato | Campionato | Coppe nazionali | Coppe nazionali | Coppe nazionali | Coppe continentali | Coppe continentali | Coppe continentali | Altre coppe | Altre coppe | Altre coppe | Totale | Totale | Totale |
| Stagione          | Squadra           | Comp            | Pres       | Reti       | Comp            | Pres            | Reti            | Comp               | Pres               | Reti               | Comp        | Pres        | Reti        | Pres   | Reti   |        |
| ----------------- | ----------------- | --------------- | ---------- | ---------- | --------------- | --------------- | --------------- | ------------------ | ------------------ | ------------------ | ----------- | ----------- | ----------- | ------ | ------ | ------ |
| 2014-2015         | CSKA Mosca        | PL              | 7          | 0          | KR              | 3               | 0               | UCL                | 0                  | 0                  | SR          | 0           | 0           | 10     | 0      |        |
| 2015-2016         | CSKA Mosca        | PL              | 17         | 1          | KR              | 4               | 2               | UCL                | 2                  | 0                  | -           | -           | -           | 23     | 3      |        |
| 2016-2017         | CSKA Mosca        | PL              | 30         | 3          | KR              | 0               | 0               | UCL                | 6                  | 0                  | SR          | 1           | 0           | 37     | 3      |        |
| 2017-2018         | CSKA Mosca        | PL              | 27         | 5          | KR              | 1               | 0               | UCL+UEL            | 10+5               | 0+2                | -           | -           | -           | 43     | 7      |        |
| Totale CSKA Mosca | Totale CSKA Mosca | PL              | 81         | 9          | KR              | 8               | 2               |                    | 23                 | 2                  | SR          | 1           | 0           | 113    | 13     |        |
| 2018-2019         | Monaco            | L1              | 30         | 3          | CF+CdL          | 1+1             | 0+1             | UCL                | 3                  | 0                  | SF          | 0           | 0           | 35     | 4      |        |
| 2019-2020         | Monaco            | L1              | 25         | 3          | CF+CdL          | 3+2             | 0               | -                  | -                  | -                  | -           | -           | -           | 30     | 3      |        |
| 2020-2021         | Monaco            | L1              | 21         | 5          | CF              | 5               | 1               | -                  | -                  | -                  | -           | -           | -           | 26     | 6      |        |
| 2021-2022         | Monaco            | L1              | 27         | 3          | CF              | 2               | 0               | UCL+UEL            | 4+7                | 1+0                | -           | -           | -           | 40     | 4      |        |
| 2022-2023         | Monaco            | L1              | 34         | 8          | CF              | 1               | 0               | UCL+UEL            | 2+8                | 0+0                | -           | -           | -           | 45     | 8      |        |
| 2023-2024         | Monaco            | L1              | 25         | 6          | CF              | 2               | 0               | -                  | -                  | -                  | -           | -           | -           | 27     | 6      |        |
| 2024-2025         | Monaco            | L1              | 13         | 2          | CF              | 0               | 0               | UCL                | 6                  | 0                  |             | -           | -           | 19     | 2      |        |
| Totale Monaco     | Totale Monaco     | Totale Monaco   | 175        | 30         |                 | 17              | 2               |                    | 30                 | 1                  |             | 0           | 0           | 222    | 33     |        |
| Totale carriera   | Totale carriera   | Totale carriera | 256        | 39         |                 | 25              | 4               |                    | 53                 | 3                  |             | 1           | 0           | 335    | 46     |        |

### Cronologia presenze e reti in nazionale
| Cronologia completa delle presenze e delle reti in nazionale ― Russia | Cronologia completa delle presenze e delle reti in nazionale ― Russia | Cronologia completa delle presenze e delle reti in nazionale ― Russia | Cronologia completa delle presenze e delle reti in nazionale ― Russia | Cronologia completa delle presenze e delle reti in nazionale ― Russia | Cronologia completa delle presenze e delle reti in nazionale ― Russia | Cronologia completa delle presenze e delle reti in nazionale ― Russia | Cronologia completa delle presenze e delle reti in nazionale ― Russia |
| Data                                                                  | Città                                                                 | In casa                                                               | Risultato                                                             | Ospiti                                                                | Competizione                                                          | Reti                                                                  | Note                                                                  |
| --------------------------------------------------------------------- | --------------------------------------------------------------------- | --------------------------------------------------------------------- | --------------------------------------------------------------------- | --------------------------------------------------------------------- | --------------------------------------------------------------------- | --------------------------------------------------------------------- | --------------------------------------------------------------------- |
| 7-6-2015                                                              | Chimki                                                                | Russia                                                                | 4 – 2                                                                 | Bielorussia                                                           | Amichevole                                                            | 1                                                                     | 62’                                                                   |
| 26-3-2016                                                             | Mosca                                                                 | Russia                                                                | 3 – 0                                                                 | Lituania                                                              | Amichevole                                                            | 1                                                                     | 45’                                                                   |
| 29-3-2016                                                             | Saint-Denis                                                           | Francia                                                               | 4 – 2                                                                 | Russia                                                                | Amichevole                                                            | -                                                                     | 79’                                                                   |
| 1-6-2016                                                              | Innsbruck                                                             | Russia                                                                | 1 – 2                                                                 | Rep. Ceca                                                             | Amichevole                                                            | -                                                                     | 64’                                                                   |
| 5-6-2016                                                              | Monaco                                                                | Serbia                                                                | 1 – 1                                                                 | Russia                                                                | Amichevole                                                            | -                                                                     | 60’                                                                   |
| 11-6-2016                                                             | Marsiglia                                                             | Inghilterra                                                           | 1 – 1                                                                 | Russia                                                                | Euro 2016 - 1º turno                                                  | -                                                                     | 77’                                                                   |
| 15-6-2016                                                             | Lilla                                                                 | Russia                                                                | 1 – 2                                                                 | Slovacchia                                                            | Euro 2016 - 1º turno                                                  | -                                                                     | 46’                                                                   |
| 20-6-2016                                                             | Tolosa                                                                | Russia                                                                | 0 – 3                                                                 | Galles                                                                | Euro 2016 - 1º turno                                                  | -                                                                     | 52’                                                                   |
| 24-3-2017                                                             | Krasnodar                                                             | Russia                                                                | 1 – 2                                                                 | Costa d'Avorio                                                        | Amichevole                                                            | -                                                                     | 78’                                                                   |
| 28-3-2017                                                             | Soči                                                                  | Russia                                                                | 3 – 3                                                                 | Belgio                                                                | Amichevole                                                            | -                                                                     | 62’                                                                   |
| 5-6-2017                                                              | Budapest                                                              | Ungheria                                                              | 0 – 3                                                                 | Russia                                                                | Amichevole                                                            | -                                                                     |                                                                       |
| 9-6-2017                                                              | Mosca                                                                 | Russia                                                                | 1 – 1                                                                 | Cile                                                                  | Amichevole                                                            | -                                                                     |                                                                       |
| 17-6-2017                                                             | San Pietroburgo                                                       | Russia                                                                | 2 – 0                                                                 | Nuova Zelanda                                                         | Conf. Cup 2017 - 1º turno                                             | -                                                                     |                                                                       |
| 21-6-2017                                                             | Mosca                                                                 | Russia                                                                | 0 – 1                                                                 | Portogallo                                                            | Conf. Cup 2017 - 1º turno                                             | -                                                                     |                                                                       |
| 24-6-2017                                                             | Kazan'                                                                | Messico                                                               | 2 – 1                                                                 | Russia                                                                | Conf. Cup 2017 - 1º turno                                             | -                                                                     | 88’                                                                   |
| 23-3-2018                                                             | Mosca                                                                 | Russia                                                                | 0 – 3                                                                 | Brasile                                                               | Amichevole                                                            | -                                                                     |                                                                       |
| 27-3-2018                                                             | San Pietroburgo                                                       | Russia                                                                | 1 – 3                                                                 | Francia                                                               | Amichevole                                                            | -                                                                     |                                                                       |
| 30-5-2018                                                             | Innsbruck                                                             | Austria                                                               | 1 – 0                                                                 | Russia                                                                | Amichevole                                                            | -                                                                     | 76’                                                                   |
| 5-6-2018                                                              | Mosca                                                                 | Russia                                                                | 1 – 3                                                                 | Turchia                                                               | Amichevole                                                            | -                                                                     |                                                                       |
| 14-6-2018                                                             | Mosca                                                                 | Russia                                                                | 5 – 0                                                                 | Arabia Saudita                                                        | Mondiali 2018 - 1º turno                                              | 1                                                                     | 88’                                                                   |
| 19-6-2018                                                             | San Pietroburgo                                                       | Russia                                                                | 3 – 1                                                                 | Egitto                                                                | Mondiali 2018 - 1º turno                                              | -                                                                     |                                                                       |
| 1-7-2018                                                              | Mosca                                                                 | Spagna                                                                | 1 – 1 dts (3 – 4 dtr)                                                 | Russia                                                                | Mondiali 2018 - Ottavi di finale                                      | -                                                                     |                                                                       |
| 7-7-2018                                                              | Soči                                                                  | Russia                                                                | 2 – 2 dts (3 – 4 dtr)                                                 | Croazia                                                               | Mondiali 2018 - Quarti di finale                                      | -                                                                     | 102’                                                                  |
| 11-10-2018                                                            | Kaliningrad                                                           | Russia                                                                | 0 – 0                                                                 | Svezia                                                                | UEFA Nations League 2018-2019 - 1º turno                              | -                                                                     |                                                                       |
| 14-10-2018                                                            | Soči                                                                  | Russia                                                                | 2 – 0                                                                 | Turchia                                                               | UEFA Nations League 2018-2019 - 1º turno                              | -                                                                     | 55’ 90+1’                                                             |
| 21-3-2019                                                             | Bruxelles                                                             | Belgio                                                                | 3 – 1                                                                 | Russia                                                                | Qual. Euro 2020                                                       | -                                                                     | 18’, 90’                                                              |
| 8-6-2019                                                              | Saransk                                                               | Russia                                                                | 9 – 0                                                                 | San Marino                                                            | Qual. Euro 2020                                                       | -                                                                     |                                                                       |
| 11-6-2019                                                             | Nižnij Novgorod                                                       | Russia                                                                | 1 – 0                                                                 | Cipro                                                                 | Qual. Euro 2020                                                       | -                                                                     | 45+2’                                                                 |
| 6-9-2019                                                              | Glasgow                                                               | Scozia                                                                | 1 – 2                                                                 | Russia                                                                | Qual. Euro 2020                                                       | -                                                                     | 89’                                                                   |
| 9-9-2019                                                              | Kaliningrad                                                           | Russia                                                                | 1 – 0                                                                 | Kazakistan                                                            | Qual. Euro 2020                                                       | -                                                                     |                                                                       |
| 10-10-2019                                                            | Mosca                                                                 | Russia                                                                | 4 – 0                                                                 | Scozia                                                                | Qual. Euro 2020                                                       | 1                                                                     |                                                                       |
| 13-10-2019                                                            | Nicosia                                                               | Cipro                                                                 | 0 – 5                                                                 | Russia                                                                | Qual. Euro 2020                                                       | 1                                                                     |                                                                       |
| 19-11-2019                                                            | Serravalle                                                            | San Marino                                                            | 0 – 5                                                                 | Russia                                                                | Qual. Euro 2020                                                       | -                                                                     | 58’                                                                   |
| 24-3-2021                                                             | Ta' Qali                                                              | Malta                                                                 | 1 – 3                                                                 | Russia                                                                | Qual. Mondiali 2022                                                   | -                                                                     |                                                                       |
| 27-3-2021                                                             | Soči                                                                  | Russia                                                                | 2 – 1                                                                 | Slovenia                                                              | Qual. Mondiali 2022                                                   | -                                                                     | 11’ 49’                                                               |
| 30-3-2021                                                             | Trnava                                                                | Slovacchia                                                            | 2 – 1                                                                 | Russia                                                                | Qual. Mondiali 2022                                                   | -                                                                     |                                                                       |
| 1-6-2021                                                              | Breslavia                                                             | Polonia                                                               | 1 – 1                                                                 | Russia                                                                | Amichevole                                                            | -                                                                     |                                                                       |
| 5-6-2021                                                              | Mosca                                                                 | Russia                                                                | 1 – 0                                                                 | Bulgaria                                                              | Amichevole                                                            | -                                                                     | 62’                                                                   |
| 12-6-2021                                                             | San Pietroburgo                                                       | Belgio                                                                | 3 – 0                                                                 | Russia                                                                | Euro 2020 - 1º turno                                                  | -                                                                     |                                                                       |
| 16-6-2021                                                             | San Pietroburgo                                                       | Finlandia                                                             | 0 – 1                                                                 | Russia                                                                | Euro 2020 - 1º turno                                                  | -                                                                     |                                                                       |
| 21-6-2021                                                             | Copenaghen                                                            | Russia                                                                | 1 – 4                                                                 | Danimarca                                                             | Euro 2020 - 1º turno                                                  | -                                                                     |                                                                       |
| 1-9-2021                                                              | Mosca                                                                 | Russia                                                                | 0 – 0                                                                 | Croazia                                                               | Qual. Mondiali 2022                                                   | -                                                                     |                                                                       |
| 4-9-2021                                                              | Nicosia                                                               | Cipro                                                                 | 0 – 2                                                                 | Russia                                                                | Qual. Mondiali 2022                                                   | -                                                                     | 67’                                                                   |
| 11-11-2021                                                            | San Pietroburgo                                                       | Russia                                                                | 6 – 0                                                                 | Cipro                                                                 | Qual. Mondiali 2022                                                   | -                                                                     | cap. 57’                                                              |
| 14-11-2021                                                            | Spalato                                                               | Croazia                                                               | 1 – 0                                                                 | Russia                                                                | Qual. Mondiali 2022                                                   | -                                                                     | 51’ 56’                                                               |
| 12-9-2023                                                             | Al Wakrah                                                             | Qatar                                                                 | 1 – 1                                                                 | Russia                                                                | Amichevole                                                            | -                                                                     | 90+3’                                                                 |
| 20-11-2023                                                            | Volgograd                                                             | Russia                                                                | 8 – 0                                                                 | Cuba                                                                  | Amichevole                                                            | 1                                                                     | cap. 46’                                                              |
| 21-3-2024                                                             | Mosca                                                                 | Russia                                                                | 4 – 0                                                                 | Serbia                                                                | Amichevole                                                            | -                                                                     | cap. 76’                                                              |
| Totale                                                                |                                                                       | Presenze                                                              | 48                                                                    |                                                                       | Reti                                                                  | 6                                                                     |                                                                       |

## Palmarès

### Club
- Campionato russo: 1

CSKA Mosca: 2015-2016

### Nazionale
- Campionato d'Europa Under-17: 1

Slovacchia 2013